# Вавилонские цари
На этой странице указаны 11 династий, правивших в древнем Вавилоне.

## I Вавилонская (аморейская) династия
(1895—1595 до н. э.) правила 300 лет
- ок. 1895—1881 годов до н. э.: Суму-абум
- ок. 1881—1845 годов до н. э.: Суму-ла-Эль
- ок. 1845—1831 годов до н. э.: Сабиум
- ок. 1831—1813 годов до н. э.: Апиль-Син
- ок. 1813—1793 годов до н. э.: Син-мубаллит
- ок. 1793—1750 годов до н. э.: Хаммурапи
- ок. 1750—1712 годов до н. э.: Самсу-илуна
- ок. 1712—1684 годов до н. э.: Абиешу
- ок. 1684—1647 годов до н. э.: Амми-дитана
- ок. 1647—1626 годов до н. э.: Амми-цадука
- ок. 1626—1595 годов до н. э.: Самсу-дитана

## II Вавилонская династия (I династия Страны Моря)
- 1. Илиман (последняя треть XVIII века до н.э.)
- 2. Иттин-линиби
- 3. Дамик-илишу II
- 4. Ишкибаль
- 5. Шушши
- 6. Гулькишар
- 6a. Диш + У + Эн
- 7. Пешгаль-дарамаш
- 8. Адара-каламма
- 9. Акуруланна
- 10.Меламкур-курра
- 11.Эйягамиль

## Ранние правителикасситов
Не являлись правителями Вавилона, но их нумерация традиционно продолжается в нумерации царей Касситской династии Вавилона.
- 1. Гандаш (ок. 1741 — 1726 годов до н. э.)
- 2. Агум I Большой (ок. 1726 — 1704 годов до н. э.)
- 3. Каштилиаш I (ок. 1704 — 1683 годов до н. э.)
- 4. Каштилиаш II (ок. 1683 — 1674 годов до н. э.)
- 5. Абиратташ
- 6. Урзикурумаш
- 7. Харбашихи
- 8. Типтакзи

## III Вавилонская (касситская) династия
(ок. 1595 — 1157 годов до н. э.) правила 440 лет
- 1. Агум II (ок. 1595 — 1571 годов до н. э.)
- далее на протяжении нескольких десятилетий царь неизвестен
- 2. Бурна-Буриаш I
- 3. Каштилиаш III
- 4. Улам-Буриаш
- 5. Агум III
- 7. Караиндаш I
- 8. Кадашман-Харбе I
- 9. Куригальзу I
- 10. Кадашман-Эллиль I
- ок. 1376 — 1347 годов до н. э. : Бурна-Буриаш II
- ок. 1347 — 1346 годов до н. э. : Караиндаш II
- ок. 1346 года до н. э. : Нази-Бугаш
- ок. 1346 — 1324 годов до н. э. : Куригальзу II
- ок. 1324 — 1297 годов до н. э. : Нази-Марутташ
- ок. 1297 — 1280 годов до н. э. : Кадашман-Тургу
- ок. 1280 — 1265 годов до н. э. : Кадашман-Эллиль II
- ок. 1265 — 1256 годов до н. э. : Кудур-Эллиль
- ок. 1256 — 1243 годов до н. э. : Шагаракти-Шуриаш
- ок. 1243 — 1231 годов до н. э. : Каштилиаш IV
- ок. 1231 — 1226 годов до н. э. : Эллиль-надин-шуми
- ок. 1226 — 1224 годов до н. э. : Кадашман-Харбе II
- ок. 1224 — 1219 годов до н. э. : Адад-шум-иддин
- ок. 1219 — 1188 годов до н. э. : Адад-шум-уцур
- ок. 1188 — 1174 годов до н. э. : Мели-Шиху
- ок. 1174 — 1161 годов до н. э. : Мардук-апла-иддин I
- ок. 1161 — 1160 годов до н. э. : Забаба-шум-иддин
- ок. 1160 — 1157 годов до н. э. : Эллиль-надин-аххе

## IV Вавилонская династия (II династия Исина)
(ок. 1156 — 1026 годов до н. э.) правила 128 лет
- ок. 1156 — 1138 годов до н. э. : Мардук-набит-аххи-шу
- ок. 1138 — 1131 годов до н. э. : Итти-Мардук-балати
- ок. 1131 — 1125 годов до н. э. : Нинурта-надин-шуми
- ок. 1125 — 1103 годов до н. э. : Навуходоносор I (Набу-кудурри-уцур I)
- ок. 1103 — 1099 годов до н. э. : Эллиль-надин-апли
- ок. 1099 — 1081 годов до н. э. : Мардук-надин-аххе
- ок. 1081 — 1068 годов до н. э. : Мардук-шапик-зери
- ок. 1068 — 1046 годов до н. э. : Адад-апла-иддин
- ок. 1046 — 1045 годов до н. э. : Мардук-аххе-эриба
- ок. 1045 — 1033 годов до н. э. : Мардук-зер...
- ок. 1033 — 1026 годов до н. э. : Набу-шуму-либур

## V Вавилонская династия (II династия Страны моря)
(ок. 1025 — 1004 годов до н. э.) правила 21 год
- ок. 1025 — 1008 годов до н. э. : Симбар-Шику
- ок. 1008 года до н. э. : Эа-мукин-зери
- ок. 1008 — 1004 годов до н. э. : Кашшу-надин-ахи

## VI Вавилонская династия (Династия Бази)
(ок. 1004 — 984 годов до н. э.) правила 20 лет
- ок. 1004 — 987 годов до н. э. : Эулмаш-шакин-шуми
- ок. 987 — 984 годов до н. э. : Нинурта-кудурри-уцур I
- ок. 984 года до н. э. : Ширикти-Шукамуна

## VII Вавилонская династия (Эламская династия)
(ок. 984 — 979 годов до н. э.) узурпатор, эламит, правил 5 лет
- ок. 984 — 979 годов до н. э. : Мар-бити-апла-уцур

## VIII Вавилонская династия (Династия «Э»)
(ок. 979 — 732 годов до н. э.) правила 248 лет
- ок. 979 — 943 годов до н. э. : Набу-мукин-апли
- ок. 943 года до н. э. : Нинурта-кудурри-уцур II
- ок. 943 — 941 годов до н. э. : Мар-бити-аххе-иддин
- ок. 941 — 900 годов до н. э. : Шамаш-мудаммик
- ок. 900 — 885 годов до н. э. : Набу-шум-укин I
- ок. 885 — 852 годов до н. э. : Набу-апла-иддин
- ок. 855 — 851 годов до н. э. : Мардук-бел-усати
- ок. 855 — 827 годов до н. э. : Мардук-закир-шуми I
- ок. 827 — 813 годов до н. э. : Мардук-балассу-икби
- ок. 813 — 802 годов до н. э. : Баба-ах-иддин

Правление 5 неизвестных царей.
- начало VIII века до н. э. : Нинурта-апла…
- начало VIII века до н. э. : Адад-шум-ибни
- 1-я половина VIII века до н. э. : Мардук-бел-зери
- 1-я половина VIII века до н. э. : Мардук-апла-уцур
- середина VIII века до н. э. : Эриба-Мардук
- ок. 754 — 748 годов до н. э. : Набу-шум-ишкун
- ок. 748 — 734 годов до н. э. : Набонасар
- ок. 734 — 732 годов до н. э. : Набу-надин-зери
- ок. 732 года до н. э. : Набу-шум-укин II

## IX Вавилонская династия
(ок. 732 — 627 годов до н. э.) правила 104 года 
- 732 — 729 годы до н. э. : Набу-мукин-зери
- 729 — 727 годы до н. э. : Тиглатпаласар III
- 727 — 722 годы до н. э. : Салманасар V
- 722 — 710 годы до н. э. : Мардук-апла-иддин II
- 710 — 705 годы до н. э. : Саргон II
- 705 — 703 годы до н. э. : Синаххериб
- 703 год до н. э. : Мардук-закир-шуми II
- 703 — 702 годы до н. э. : Мардук-апла-иддин II
- 702 — 700 годы до н. э. : Бел-ибни
- 700 — 694 годы до н. э. : Ашшур-надин-шуми
- 694 — 693 годы до н. э. : Нергал-ушезиб
- 693 — 689 годы до н. э. : Мушезиб-Мардук
- 689 — 681 годы до н. э. : Синаххериб
- 681 — 669 годы до н. э. : Асархаддон
- 669 — 648 годы до н. э. : Шамаш-шум-укин
- 648 — 627 годы до н. э. : Кандалану

## X Нововавилонская (халдейская) династия
626 — 538 годы до н. э. правила 88 лет
- 626 — 605 годы до н. э.: Набополассар (Набу-апла-уцур)
- 605 — 562 годы до н. э.: Навуходоносор II (Набу-кудурри-уцур II)
- 562 — 560 годы до н. э.: Амель-Мардук
- 560 — 556 годы до н. э.: Нергал-шар-уцур
- 556 год до н. э.: Лабаши-Мардук
- 556 — 539 годы до н. э.: Набонид (Набу-наид)
- 556 — 539 годы до н. э.: Валтасар (Бел-шар-уцур) Соправитель

## Восстания против персов
- 1. 522 год до н. э. — Навуходоносор III (Нидинту-Бел)
- 2. 521 год до н. э. — Навуходоносор IV (Араха, сын Халдиты)
- 3. 484 год до н. э. — Бел-шиманни
- 4. 482 год до н. э. — Шамаш-эрибу

В 539 году до н. э. Вавилон был занят войсками персидского царя Кира II и утратил самостоятельность. После подавления двух восстаний против персидского владычества (484 и 482 годы до н. э.) Ксеркс I вывез из Вавилона золотую статую Бэла-Мардука и лишил город автономного статуса.